# معرض إندونيسيا الدولي للكتاب
معرض إندونيسيا الدولي للكتاب هو معرض يهدف لنشر الكتب، يقام سنويًا في جاكرتا عاصمة إندونيسيا. بالإضافة إلى بيع الكتب، يعمل المعرض كبوابة للناشرين والكتاب في سوق الكتب الدولي. كما تعقد الندوات والمناقشات وإطلاق الكتاب. يشجع المعرض على التفاعل بين نشطاء محو الأمية والناشرين والكتاب وأمناء المكتبات والفنانين وممارسي التعليم والصناعات الإبداعية الأخرى. يرتب المعرض أيضًا العديد من الأحداث حول محو الأمية والتعليم والثقافة. يقام المعرض في كل شهر سبتمبر من كل عام في مركز جاكرتا للمؤتمرات.

## التاريخ
تم تنظيم معرض الكتاب من قبل جمعية الناشرين الإندونيسيين، وتم افتتاحه كمعرض إندونيسيا للكتاب في عام 1980. تم تغيير اسمه إلى معرض إندونيسيا الدولي للكتاب في عام 2014 في محاولة لجذب جمهور عالمي. كانت المملكة العربية السعودية أول مشارك كضيف على شرف دولة في عام 2014، تليها كوريا الجنوبية وماليزيا والصين في عام 2015 و2016 و2017 على التوالي.
تم عقد معرض إندونيسيا الدولي للكتاب لعام 2014 من 1 إلى 9 نوفمبر. كان المشاركون الدوليون من المملكة العربية السعودية وماليزيا وكوريا الجنوبية وسنغافورة والصين واليابان وتايوان وكندا ومصر وباكستان.
تم عقد المعرض لعام 2015 من 2 إلى 6 سبتمبر. وكان المشاركون الدوليون من الهند وألمانيا وماليزيا وسنغافورة وهولندا.
عقد معرض عام 2016 من الفترة 28 سبتمبر إلى 2 أكتوبر. بخلاف إندونيسيا، شاركت 12 دولة في المعرض.
عُقدت الدورة السابعة والثلاثون من معرض إندونيسيا الدولي للكتاب في الفترة من 6 إلى 10 سبتمبر 2017 في مركز مؤتمرات جاكرتا. شارك في المعرض 20 دولة من بينها الفلبين وماليزيا وسنغافورة وتايلاند وتايوان والصين وكوريا الجنوبية واليابان وألمانيا وفرنسا وهولندا والبوسنة والهند ومصر والمملكة العربية السعودية.
شارك اثنان وستون مشاركًا من إندونيسيا، و34 من 17 دولة في الخارج في الدورة الثامنة والثلاثين من معرض إندونيسيا الدولي للكتاب، الذي عقدت في الفترة من 12 إلى 16 سبتمبر 2018. وكان موضوع المعرض «العمل الإبداعي نحو محو الأمية الثقافية».
عُقد معرض إندونيسيا الدولي للكتاب التاسع والثلاثون في الفترة من 4 إلى 8 سبتمبر 2019 في مركز مؤتمرات جاكرتا وشارك فيه 25 دولة.